# Altopiano del Montasio
L'Altopiano del Montasio (o anche Altipiani del Montasio) è un altopiano carsico di medie dimensioni del Friuli-Venezia Giulia, in provincia di Udine, posto sul versante meridionale dello Jôf di Montasio (Alpi Giulie italiane), ad una quota compresa tra i 1.600 e i 1.800 m s.l.m., sede di pascoli estivi adibiti ad alpeggio e importanti malghe, dedite alla produzione del noto formaggio friulano Montasio, nonché altri prodotti caseari derivati; vi si accede salendo da Chiusaforte dalla Val Raccolana passando per Sella Nevea oppure da Tarvisio passando per il Lago del Predil, la valle del Rio Lago e ancora Sella Nevea.

## Ciclismo

### Giro d'Italia
È stato sede di arrivo di tappa del Giro d'Italia 2013 ed ha visto la vittoria del colombiano Rigoberto Urán con Vincenzo Nibali in Maglia rosa, con la salita che è stata affrontata dal lato di Chiusaforte e il passaggio a Sella Nevea. Gli ultimi 6 km presentano pendenze in doppia cifra.
| Anno | Tappa | Partenza  | Km  | Vincitore di tappa | Maglia Rosa     |
| ---- | ----- | --------- | --- | ------------------ | --------------- |
| 2013 | 10ª   | Cordenons | 167 | Rigoberto Urán     | Vincenzo Nibali |

## Galleria d'immagini

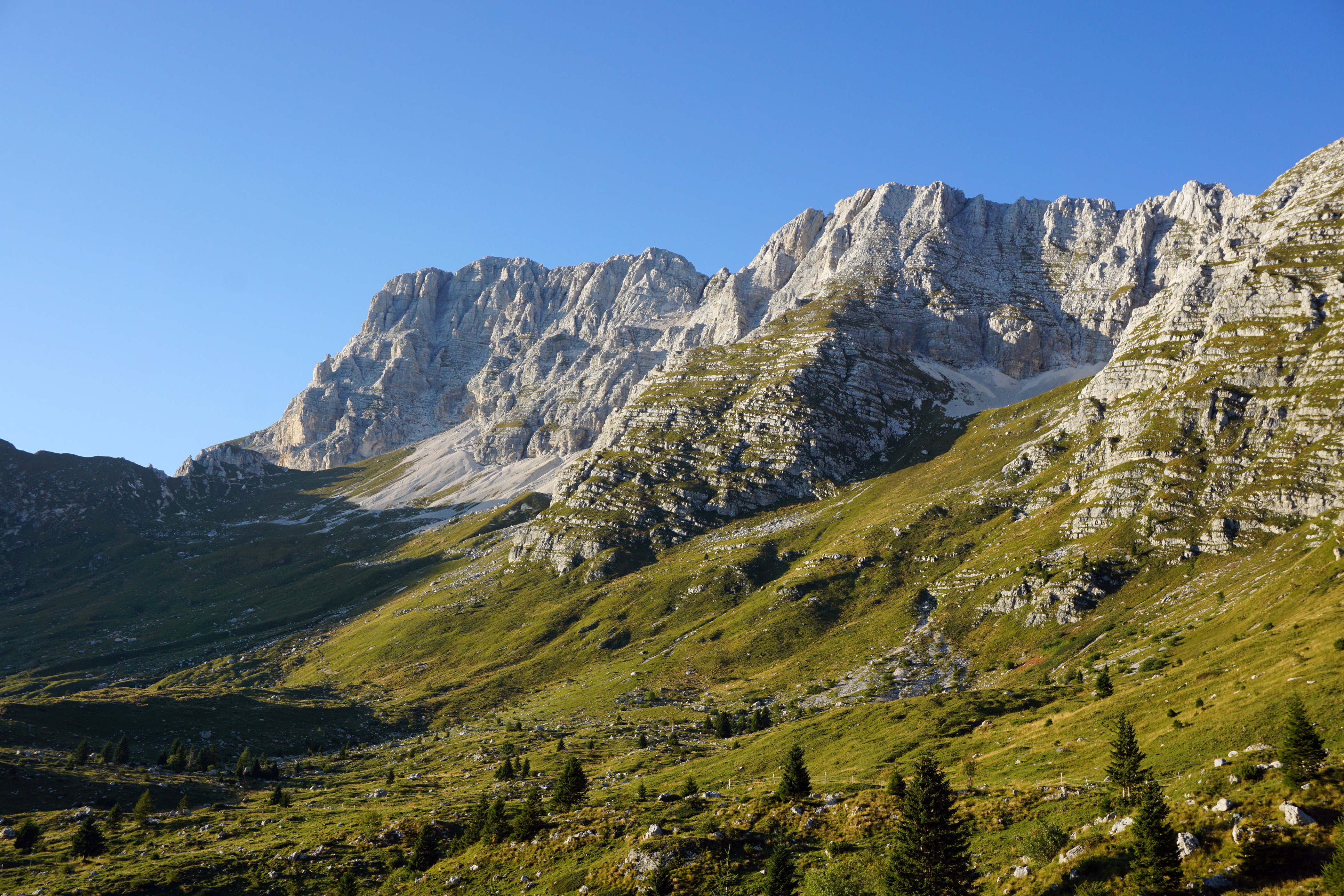
Lo Jôf di Montasio visto dall'omonimo Altopiano
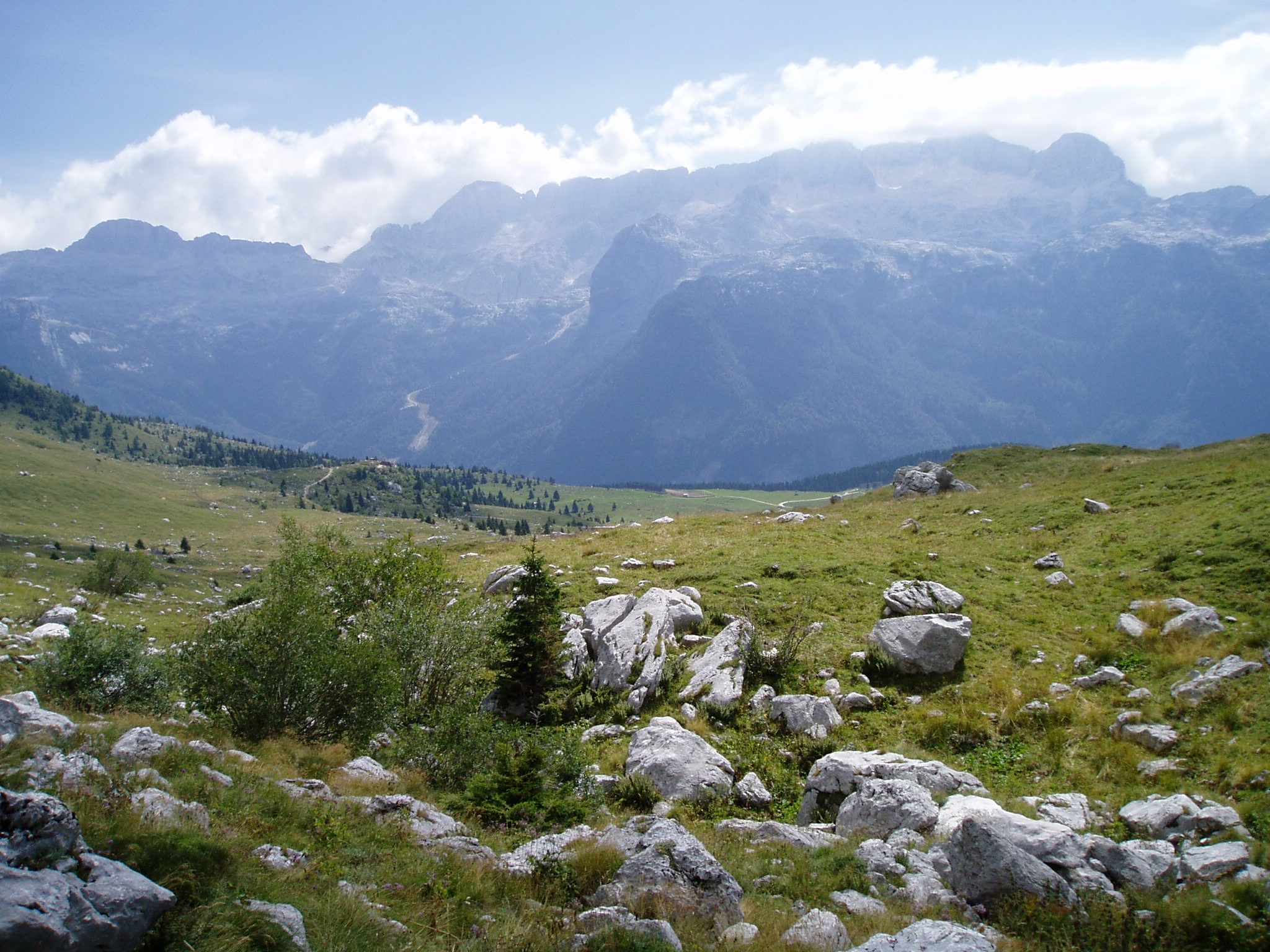
Il Monte Canin visto dall'Altopiano del Montasio
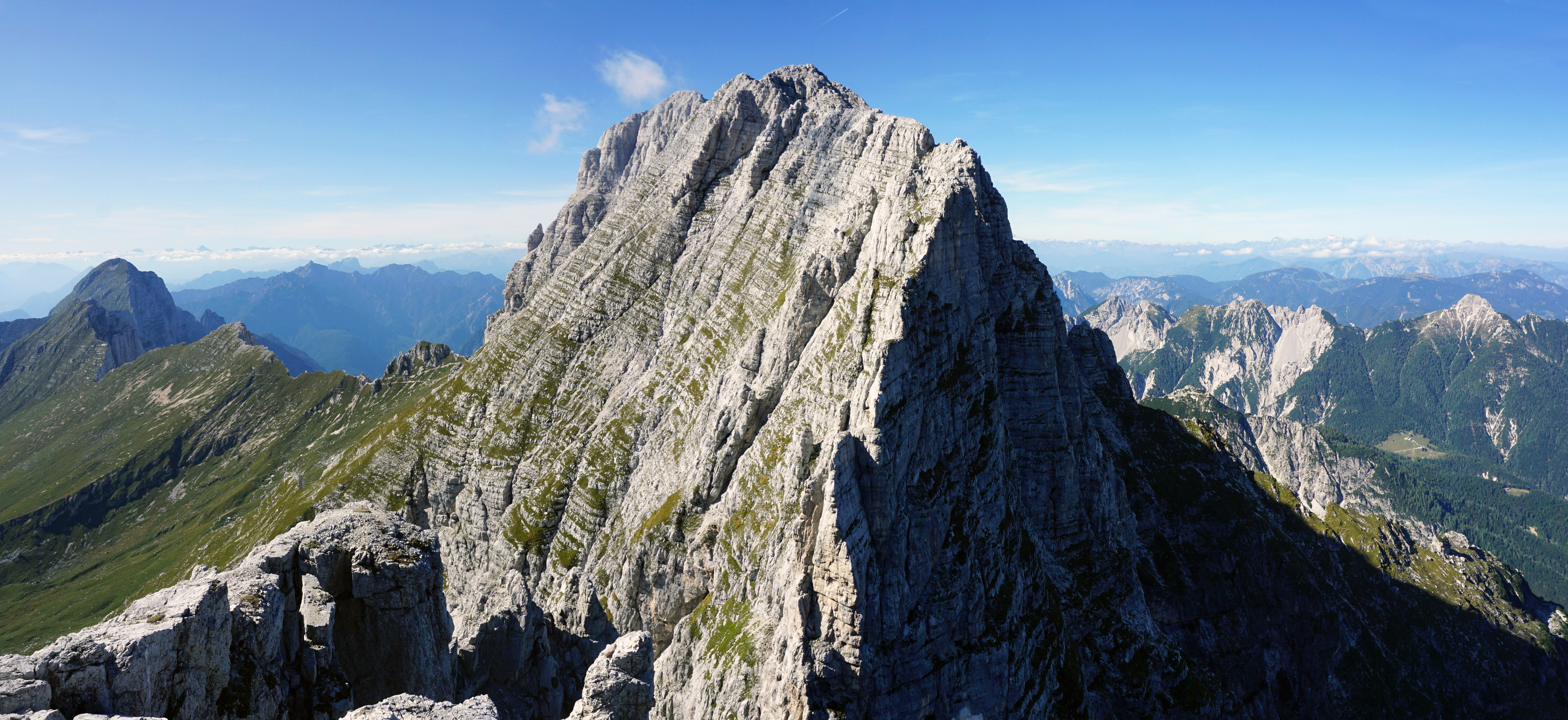
Jôf di Montasio
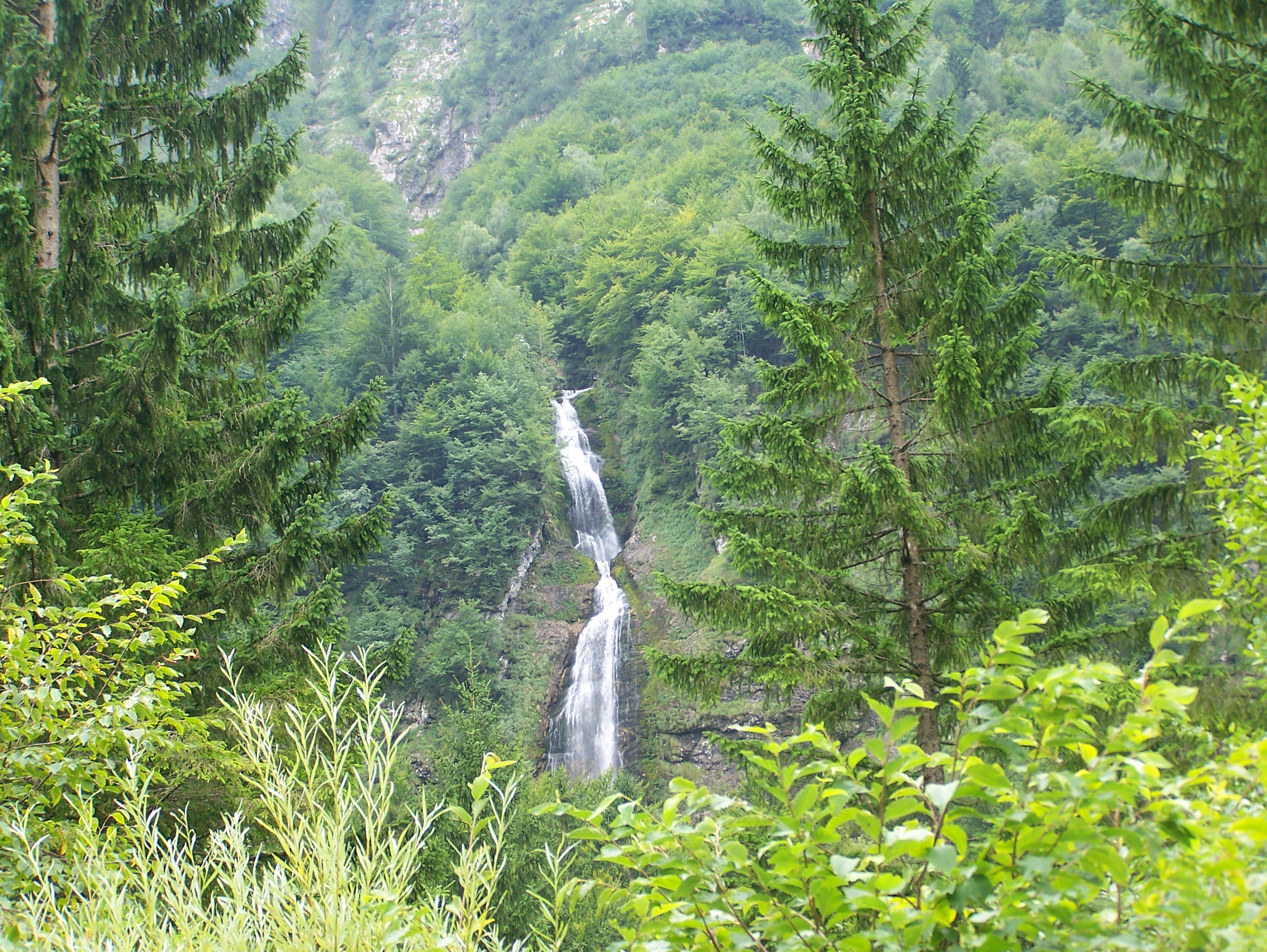
Il Fontanon di Gourida in Val Raccolana sulla strada per l'altopiano